# Records de Chypre d'athlétisme
Les résultats suivants sont les records de Chypre d'athlétisme, et homologués par la fédération : Association d'athlétisme amateur de Chypre (grec moderne : Κυπριακή Ομοσπονδία Ερασιτεχνικού Αθλητισμού Στίβου) (ΚΟΕΑΣ).

## Plein air

### Hommes
| Événement         | Record | Athlète                                                                                  | Date               | Meeting                                  | Place             | ingRef |
| ----------------- | --- | ---------------------------------------------------------------------------------------- | ------------------ | ---------------------------------------- | ----------------- | ------ |
| 100 m             | 10 s 11 (+1,5 m/s) | Ioannis Zisimides                                                                        | 25 mai 1996        |                                          | Rethymno          |        |
| 200 m             | 20 s 37 (+1,9 m/s) | Prodromos Katsantonis                                                                    | 19 juillet 1998    |                                          | Athènes           |        |
| 400 m             | 46 s 16 | Evripides Demosthenous                                                                   | 10 juillet 1999    | Universiades                             | Palma de Majorque |        |
| 800 m             | 1 min 47 s 17 | Spyros Spyrou                                                                            | 15 septembre 1983  | Jeux méditerranéens                      | Casablanca        |        |
| 1500 m            | 3 min 39 s 50 | Amine Khadiri                                                                            | 3 juin 2016        | 12th Meeting Iberoamericano              | Huelva            | [ 1 ]  |
| 3000 m            | 7 min 59 s 11 | Marios Kassianidis                                                                       | 1er septembre 1982 |                                          | Athènes           |        |
| 5 000 m           | 13 min 34 s 29 | Philippos Philippou                                                                      | 27 août 1983       |                                          | Riccione          |        |
| 10 000 m          | 28 min 26 s 87 | Marios Kassianidis                                                                       | 19 juin 1981       |                                          | Prague            |        |
| Semi-marathon     | 1 h 02 min 02 s | Amine Khadiri                                                                            | 29 janvier 2023    |                                          | Marrakech         |        |
| Marathon          | 2 h 10 min 18 s | Amine Khadiri                                                                            | 19 février 2023    | Marathon de Séville                      | Séville           |        |
| 110 m haies       | 13 s 25 (0,0 m/s) | Milan Trajkovic                                                                          | 9 juillet 2017     | London Müller Anniversary Games          | Londres           |        |
| 400 m haies       | 49 s 66 | Stavros Tziortzis                                                                        | 2 septembre 1972   | Jeux olympiques                          | Munich            |        |
| 3 000 m steeple   | 8 min 24 s 01 | Philippos Philippou                                                                      | 15 septembre 1983  | Jeux méditerranéens                      | Casablanca        |        |
| Saut en hauteur   | 2,35 m | Kyriakos Ioannou                                                                         | 29 août 2007       | Championnats du monde                    | Osaka             |        |
| Saut à la perche  | 5,56 m | Fotis Stefani                                                                            | 9 juin 2000        |                                          | Minsk             |        |
| Saut en longueur  | 7,86 m (+0,8 m/s) | Dimitrios Araouzos                                                                       | 25 mars 1982       |                                          | Nicosie           |        |
| Saut en longueur  | 7,86 m (+1,0 m/s) | Michael Rodosthenous                                                                     | 24 mai 1986        |                                          | La Canée          |        |
| Triple saut       | 17,13 m (+0,7 m/s) | Marios Hadjiandreou                                                                      | 11 juillet 1991    | Jeux méditerranéens                      | Athènes           |        |
| Lancer du poids   | 19,84 m | Loucas Louca                                                                             | 9 avril 1975       |                                          | Athènes           |        |
| Lancer du disque  | 66,32 m | Apostolos Parellis                                                                       | 30 septembre 2019  | Championnats du monde                    | Doha              | [ 2 ]  |
| Lancer du marteau | 75,32 m | Constantinos Stathelakos                                                                 | 16 mai 2015        |                                          | Tripoli           | [ 3 ]  |
| Lancer du javelot | 77,65 m | Paraskevas Batzavalis                                                                    | 19 mai 2019        | Cyprus Spring Championships              | Nicosie           |        |
| Decathlon         | 7802 pts | Georgios Andréou                                                                         | 11–12 août 2000    |                                          | Volos             |        |
| Decathlon         | 10 s 83 (100 m), 7,16 m (longueur), 15,16 m (poids), 1,96 m (hauteur), 51 s 21 (400 m) / 15 s 37 (+0,7 m/s) (110 m haies), 45,13 m (disque), 4,90 m (perche), 59,31 m (javelot), 5 min 03 s 03 (1 500 m) |                                                                                          |                    |                                          |                   |        |
| 20 km marche      | 1 h 47 min 29 s | Ioannis Karpasitis                                                                       | 8 mars 1959        |                                          | Athènes           |        |
| 50 km marche      | 5 h 16 min s 59 | John Constandinou                                                                        | 29 octobre 2006    | Championnats de Suisse                   | Yverdon-les-Bains | [ 4 ]  |
| Relais 4 × 100 m  | 39 s 12 | Chypre Georgios Skender Anninos Marcoullides Prodromos Katsantonis Yiannis Zisimides     | 18 juin 1997       | Jeux méditerranéens                      | Bari              |        |
| Relais 4 × 400 m  | 3 min 11 s 16 | Chypre Antonios Agiomamitis Georgios Afamis Konstantinos Pochanis Evripides Demosthenous | 7 juin 1998        | Coupe d'Europe des nations Second League | Belgrade          |        |

### Femmes
| Épreuve               | Record | Athlète                                                                            | Date                        | Compétition                                     | Place         | Ref         |
| --------------------- | --- | ---------------------------------------------------------------------------------- | --------------------------- | ----------------------------------------------- | ------------- | ----------- |
| 100 m                 | 11 s 25 (+1,1 m/s) 11 s 25 (+1,6 m/s) | Ramona Papaioannou Olivia Fotopoulou                                               | 18 juin 2016 8 juillet 2023 | Championnats de Chypre                          | Nicosie       | [ 5 ] [ 6 ] |
| 200 m                 | 22 s 61 (+0,1 m/s) | Eleni Artymata                                                                     | 31 juillet 2010             | Championnats d'Europe                           | Barcelone     | [ 7 ]       |
| 400 m                 | 50 s 80 | Eléni Artymatá                                                                     | 4 août 2021                 | Jeux olympiques                                 | Tokyo         | ,           |
| 800 m                 | 2 min 01 s 77 | Natalia Evangelidou                                                                | 12 avril 2018               | Jeux du Commonwealth                            | Gold Coast    | [ 10 ]      |
| 1500 m                | 4 min 10 s 98 | Natalia Evangelidou                                                                | 9 avril 2018                | Jeux du Commonwealth                            | Gold Coast    |             |
| 3000 m                | 9 min 02 s 18 | Andri Avraam                                                                       | 23 septembre 1988           | Jeux olympiques                                 | Seoul         |             |
| 5 000 m               | 16 min 09 s 90 | Meropi Panagiotou                                                                  | 27 juin 2021                | Championnats des Balkans                        | Smederevo     |             |
| 10 000 m              | 32 min 59 s 30 | Andri Avraam                                                                       | 26 septembre 1988           | Jeux olympiques                                 | Séoul         |             |
| Semi-marathon         | 1 h 14 min 40 s | Thalia Charalambous                                                                | 17 octobre 2020             | Championnats du monde de semi-marathon          | Gdynia        | [ 11 ]      |
| Marathon              | 2 h 34 min 17 s | Dagmara-Anna Handzlik                                                              | 7 juillet 2019              | Marathon de Gold Coast                          | Gold Coast    | [ 12 ]      |
| 100 m haies           | 12 s 84 (−0,1 m/s) | Natalia Christofi                                                                  | 4 juin 2023                 | Mémorial Janusz Kusociński                      | Chorzów       | [ 13 ]      |
| 400 m haies           | 54 s 76 | Andri Sialou                                                                       | 4 juillet 2004              |                                                 | Heraklion     |             |
| 3 000 m steeple       | 10 min 40 s 79 | Stella Christoforou                                                                | 23 avril 2011               | Georgia vs. Missouri                            | Athens        | ,           |
| Saut en hauteur       | 1,93 m | Leontia Kallenou                                                                   | 15 mai 2015                 | Championnat de la SEC                           | Starkville    | [ 16 ]      |
| Saut à la perche      | 4,45 m | Mariánna Zaharíadi                                                                 | 30 juin 2009                | Jeux méditerranéens                             | Pescara       | [ 17 ]      |
| Saut en longueur      | 6,80 m (+1,9 m/s) | Maria Lambrou-Teloni                                                               | 24 mai 1985                 |                                                 | Limassol      |             |
| Triple saut           | 13,94 m (0,0 m/s) | Nina Mitkova Serbezova                                                             | 5 juillet 2012              |                                                 | Limassol      |             |
| Lancer du poids       | 16,71 m | Olympia Menelaou                                                                   | 25 mars 2001                |                                                 | Limassol      |             |
| Lancer du disque      | 59,18 m | Androniki Lada                                                                     | 25 février 2020             |                                                 | Potchefstroom | [ 18 ]      |
| lancer du marteau     | 69,29 m | Paraskevi Theodorou                                                                | 17 mai 2009                 |                                                 | Tripoli       |             |
| Javelot               | 57,20 m | Alexandra Tsisiou                                                                  | 17 mai 2006                 |                                                 | Patras        |             |
| Heptathlon            | 5 319 pts (ht) | Maria Lambrou-Teloni                                                               | 3–4 septembre 1984          |                                                 | Nicosie       |             |
| Heptathlon            | 14.2 (100 m haies), 1.63 (saut en hauteur), 11.33 (lancer du poids), 24.7 (200 m) / 6.48 (saut en longueur), 33.76 (javelot), 2:40.0 (800 m) |                                                                                    |                             |                                                 |               |             |
| 20 km marche (route)  | 2 h 06 min 29 s | Sofia Olimpiou                                                                     | 29 mars 2015                |                                                 | Megara        |             |
| Relais 4 × 100 mètres | 43 s 87 | Chypre Olivia Fotopoulou Anna Ramona Papaioannou Filippa Fotopoulou Eleni Artymata | 9 juillet 2016              | Championnats d'Europe                           | Amsterdam     | [ 19 ]      |
| Relais 4 × 400 mètres | 3 min 41 s 52 | Chypre Thekla Alexandrou Kalliopi Kountouri Kalypso Stavrou Eleni Artymata         | 20 juin 2021                | Championnats d'Europe par équipes Second League | Limassol      | [ 20 ]      |

## En salle

### Hommes
| Discipline       | Performance   | Athlète                                  | Compétition                                                                                   | Lieu                        | Date                                           |
| ---------------- | ------------- | ---------------------------------------- | --------------------------------------------------------------------------------------------- | --------------------------- | ---------------------------------------------- |
| 60 m             | 6 s 58        | Yiannakis Zisimides                      |                                                                                               | Le Pirée                    | 3 mars 1996                                    |
| 200 m            | 20 s 65       | Anninos Marcoullides                     | Championnats d'Europe en salle                                                                | Valence                     | 1er mars 1998                                  |
| 400 m            | 47 s 39       | Evripides Demosthenous                   |                                                                                               | Le Pirée                    | 14 février 1988                                |
| 800 m            | 1 min 48 s 23 | Christos Dimitriou                       | Vienna Indoor Gala                                                                            | Vienne                      | 27 janvier 2018                                |
| 1 500 m          | 3 min 42 s 58 | Hristos Papapetrou                       |                                                                                               | Le Pirée                    | 1er février 1998                               |
| 3 000 m          | 7 min 54 s 16 | Christos Papapetrou                      | Budapest Samsung Cup                                                                          | Budapest                    | 6 février 1998                                 |
| 5 000 m          |               |                                          |                                                                                               |                             |                                                |
| 60 m haies       | 7 s 51        | Milan Trajkovic                          | Championnats du monde en salle                                                                | Birmingham                  | 4 mars 2018                                    |
| Saut en hauteur  | 2,32 m        | Kyriacos Ioannou Dimitrios Chondrokoukis | Novi Sad Eurotop High Jump Meeting Hustopeče High Jump Meeting Championnats de Grèce en salle | Novi Sad Hustopece Le Pirée | 7 février 2008 13 février 2016 14 février 2015 |
| Saut à la perche | 5,61 m        | Nikandros Stylianou                      | Championnats des Balkans en salle                                                             | Belgrade                    | 25 février 2017                                |
| Saut en longueur | 7,68 m        | Dimitrios Araouzos                       |                                                                                               | Moscou                      | 12 février 1983                                |
| Triple saut      | 16,88 m       | Marios Hadjiandreou                      |                                                                                               | Le Pirée                    | 20 février 1988                                |
| Lancer du poids  | 19,43 m       | Georgios Arestis                         |                                                                                               | Athènes                     | 31 janvier 2009                                |
| Heptathlon       | 5 895 points  | Georgios Andreou                         |                                                                                               | Le Pirée                    | 11-12 février 2000                             |
| 4 × 400 m        | 3 min 34 s 73 | Stefanos Anastasiou Ioannides Antoniou   |                                                                                               | Athènes                     | 14 mars 2009                                   |

### Femmes
| Discipline       | Performance   | Athlète             | Compétition                       | Lieu         | Date            |
| ---------------- | ------------- | ------------------- | --------------------------------- | ------------ | --------------- |
| 60 m             | 7 s 26        | Olivia Fotopoulou   |                                   | Madrid       | 22 février 2023 |
| 200 m            | 23 s 44       | Olivia Fotopoulou   |                                   | Le Pirée     | 18 février 2024 |
| 400 m            | 52 s 91       | Androula Sialou     | Championnats de Grèce en salle    | Athènes      | 7 février 2004  |
| 800 m            | 2 min 06 s 52 | Natalia Evangelidou | Championnats des Balkans en salle | Belgrade     | 25 février 2017 |
| 1 500 m          | 4 min 14 s 62 | Natalia Evangelidou | AIT International Grand Prix      | Athlone      | 21 février 2008 |
| 3 000 m          | 9 min 40 s 52 | Meropi Panagiotou   | Auburn Invitational               | Birmingham   | 18 janvier 2014 |
| 60 m haies       | 7 s 92        | Natalia Christofi   |                                   | Luxembourg   | 22 janvier 2023 |
| Saut en hauteur  | 1,93 m        | Leontia Kallenou    | Championnats NCAA                 | Fayetteville | 13 mars 2015    |
| Saut à la perche | 4,41 m        | Marianna Zachariadi | Championnats des Balkans en salle | Le Pirée     | 21 février 2009 |
| Saut en longueur | 6,53 m        | Filippa Kviten      |                                   | Istanbul     | 20 février 2021 |
| Triple saut      | 13,32 m       | Maria Diikiti       |                                   | Sofia        | 13 février 2005 |
| Lancer du poids  | 16,19 m       | Olympia Menelaou    |                                   | Le Pirée     | 18 février 2001 |
| Pentathlon       | 3 454 pts     | Charithea Irakleous |                                   | Le Pirée     | 27 février 2022 |
| 4 × 400 m        |               |                     |                                   |              |                 |